# Piero Alberto Capotosti
Piero Alberto Capotosti (San Benedetto del Tronto, 1º marzo 1942 – Cortina d'Ampezzo, 12 agosto 2014) è stato un giurista italiano, presidente della Corte costituzionale dal 10 marzo al 6 novembre 2005.

## Biografia
Professore emerito di Diritto costituzionale e di Giustizia Costituzionale presso la Facoltà di Scienze Politiche dell'Università degli Studi di Roma La Sapienza,, dal 1994 al 1996 è stato vicepresidente del Consiglio Superiore della Magistratura, espressione di un'area politica di centro vicina al Partito Popolare Italiano.
Nominato giudice costituzionale dal Presidente della Repubblica Oscar Luigi Scalfaro il 4 novembre 1996, giura il successivo 6 novembre. È eletto presidente il 10 marzo 2005. Cessa dalla carica il 6 novembre 2005.

## Opere
- Accordi di governo e Presidente del Consiglio dei Ministri, Milano, Giuffrè, 1975
- Problemi della riserva sull'attività radiotelevisiva, Roma, 1979
- (con Roberto Ruffilli ) Il cittadino come arbitro: la DC e le riforme istituzionali, Bologna, Il mulino, 1988
- Numerosi saggi sulla giustizia costituzionale.